# Leptureae
Leptureae es una tribu de plantas de flores perteneciente a la subfamilia Chloridoideae dentro de la familia Poaceae.

## Géneros
- Lepturus